# Evil Hearted You
Evil Hearted You är en rocklåt utgiven som singel av den brittiska rockgruppen The Yardbirds. Den skrevs av Graham Gouldman som också var kompositör till deras två föregående singlar "For Your Love" och "Heart Full of Soul". Singeln gavs ut som dubbel a-sidesingel där Paul Samwell-Smiths och Jim McCartys komposition "Still I'm Sad" återfanns på andra sidan. I vissa länder listades låtarna separat på singellistorna. Evil Hearted You gavs däremot inte ut som singel i USA.
Båda låtar har en mörk ljudbild och text, och "Still I'm Sad" innehåller vad som kan beskrivas som gregorianskinspirerad sång.

## Listplaceringar, Evil Hearted You
| Lista (1965)   | Position                              |
| -------------- | ------------------------------------- |
| Finland        | 31                                    |
| Irland         | 6                                     |
| Storbritannien | 3                                     |
| Sverige        | - (Testad på Tio i topp, ej inröstad) |
| Västtyskland   | 33                                    |

## Listplaceringar, Still I'm Sad
| Lista (1965)  | Position          |
| ------------- | ----------------- |
| Frankrike     | 75                |
| Nederländerna | 16                |
| Sverige       | 18 (Kvällstoppen) |
| Västtyskland  | 19                |